# Folwark (Zbydniów)
Folwark – część wsi Zbydniów w Polsce położona w województwie podkarpackim, w powiecie stalowowolskim, w gminie Zaleszany.